# Vega de Infanzones
Vega de Infanzones – gmina w Hiszpanii, w prowincji León, w Kastylii i León, o powierzchni 20,8 km². W 2011 roku gmina liczyła 925 mieszkańców.